# Treiaharde
Die Treiaharde (dänisch: Treja Herred) war eine Harde in Schleswig.
Die Treiaharde, die zunächst offenbar dem Bischof von Schleswig unterstellt war, entstand im 12. Jahrhundert. Ihren Namen erhielt sie vom Kirchspiel Treia, dem einzigen Kirchspiel der Harde. Zur Harde gehörten des Weiteren auch noch bei Flensburg liegende Wohnstellen und Dörfer des Bischofs. Diese Besitzungen lagen offenbar bei Husby (Markerup sowie Alt-Seegaard), Eggebek und Jörl. Auch das Dorf Hüllerup bei Handewitt unterstand der Gerichtsbarkeit des Bischofs.
Die Treiharde gehörte über längere Zeit zum Amt Schwabstedt, später zum Amt Gottorf.